# Meyrié
Meyrié és un municipi francès situat al departament de la Isèra i a la regió d'Alvèrnia-Roine-Alps. L'any 2007 tenia 935 habitants.

## Demografia

### Població
El 2007 la població de fet de Meyrié era de 935 persones. Hi havia 328 famílies de les quals 49 eren unipersonals (25 homes vivint sols i 24 dones vivint soles), 97 parelles sense fills, 170 parelles amb fills i 12 famílies monoparentals amb fills.
La població ha evolucionat segons el següent gràfic:
Habitants censats

### Habitatges
El 2007 hi havia 345 habitatges, 337 eren l'habitatge principal de la família, 6 eren segones residències i 1 estava desocupat. 330 eren cases i 14 eren apartaments. Dels 337 habitatges principals, 297 estaven ocupats pels seus propietaris, 35 estaven llogats i ocupats pels llogaters i 5 estaven cedits a títol gratuït; 11 tenien dues cambres, 16 en tenien tres, 78 en tenien quatre i 232 en tenien cinc o més. 280 habitatges disposaven pel capbaix d'una plaça de pàrquing. A 96 habitatges hi havia un automòbil i a 234 n'hi havia dos o més.

### Piràmide de població
La piràmide de població per edats i sexe el 2009 era:
| Homes | Edats   | Dones |
| ----- | ------- | ----- |
| 0     | 95 o +  | 0     |
| 0     | 90 a 94 | 0     |
| 0     | 85 a 89 | 8     |
| 0     | 80 a 84 | 0     |
| 8     | 75 a 79 | 8     |
| 12    | 70 a 74 | 12    |
| 12    | 65 a 69 | 16    |
| 12    | 60 a 64 | 12    |
| 36    | 55 a 59 | 28    |
| 28    | 50 a 54 | 44    |
| 36    | 45 a 49 | 40    |
| 40    | 40 a 44 | 32    |
| 28    | 35 a 39 | 40    |
| 24    | 30 a 34 | 20    |
| 20    | 25 a 29 | 24    |
| 24    | 20 a 24 | 32    |
| 24    | 15 a 19 | 28    |
| 32    | 10 a 14 | 44    |
| 32    | 5 a 9   | 28    |
| 16    | 0 a 4   | 28    |

## Economia
El 2007 la població en edat de treballar era de 628 persones, 483 eren actives i 145 eren inactives. De les 483 persones actives 455 estaven ocupades (236 homes i 219 dones) i 28 estaven aturades (12 homes i 16 dones). De les 145 persones inactives 59 estaven jubilades, 52 estaven estudiant i 34 estaven classificades com a «altres inactius».

### Ingressos
El 2009 a Meyrié hi havia 339 unitats fiscals que integraven 977,5 persones, la mediana anual d'ingressos fiscals per persona era de 25.164 €.

### Activitats econòmiques
Dels 47 establiments que hi havia el 2007, 1 era d'una empresa extractiva, 3 d'empreses de fabricació de material elèctric, 8 d'empreses de fabricació d'altres productes industrials, 10 d'empreses de construcció, 7 d'empreses de comerç i reparació d'automòbils, 4 d'empreses de transport, 1 d'una empresa d'hostatgeria i restauració, 2 d'empreses d'informació i comunicació, 1 d'una empresa financera, 1 d'una empresa immobiliària, 3 d'empreses de serveis, 4 d'entitats de l'administració pública i 2 d'empreses classificades com a «altres activitats de serveis».
Dels 10 establiments de servei als particulars que hi havia el 2009, 1 era un taller de reparació d'automòbils i de material agrícola, 2 paletes, 2 fusteries, 1 lampisteria, 3 electricistes i 1 perruqueria.
Els 2 establiments comercials que hi havia el 2009 eren botiges de menys de 120 m².
L'any 2000 a Meyrié hi havia 6 explotacions agrícoles.

## Equipaments sanitaris i escolars
El 2009 hi havia una escola elemental.

## Poblacions més properes
El següent diagrama mostra les poblacions més properes.